# Stamitz
Die Stamitz waren eine Familie von Violinisten, Komponisten und Kapellmeistern, deren Wurzeln in Böhmen lagen. Sie hatten bedeutenden Einfluss auf die Entwicklung der Sinfonie in der sogenannten Mannheimer Schule und des Violinspiels.
- Johann Stamitz (1717–1757)
- Carl Stamitz (1745–1801), Sohn von Johann
- Anton Stamitz (1754–zwischen 1796 und 1809), Sohn von Johann